# Округ Гринсвил (Вирџинија)
Гринсвил (енгл. Greensville County) је округ у америчкој савезној држави Вирџинија.

## Демографија
По попису из 2010. године број становника је 12.243, што је 683 (5,9%) становника више него 2000. године.
| Група             | 2000.         | 2010.         |
| Белци             | 4.461 (38,6%) | 4.628 (37,8%) |
| Афроамериканци    | 6.907 (59,7%) | 7.321 (59,8%) |
| Азијати           | 46 (0,4%)     | 35 (0,3%)     |
| Хиспаноамериканци | 108 (0,9%)    | 173 (1,4%)    |
| Укупно            | 11.560        | 12.243        |